# Nothing Fails
Nothing Fails – trzeci singel pochodzący z dziewiątego studyjnego albumu Madonny American Life. Utwór został napisany przez Madonnę, Guya Sigswortha i Jemmę Griffiths, a za jego produkcję odpowiadała Madonna i Mirwais Ahmadzaï.
W utworze zostały wykorzystane partie nagrane przez londyński chór gospel. Do piosenki nie nakręcono teledysku.

## Lista utworów i formaty singla
2-ścieżkowy Promo CD-Singel
1. Nothing Fails (Radio Edit) – 03:45
2. Nothing Fails (Radio Remix) – 03:59

Niemiecki 2-ścieżkowy CD-Singel
1. Nothing Fails (Radio Edit) – 03:46
2. Nothing Fails (Peter Rauhofer's Classic House Mix) – 08:24

Niemiecki 3-ścieżkowy CD-Singel
1. Nothing Fails (Radio Edit) – 03:46
2. Love Profusion (Album Version) – 03:48
3. Love Profusion (The Passengerz Club) – 07:01

Niemiecki 4-ścieżkowy CD-Singel
1. Nothing Fails (Radio Edit) – 03:46
2. Nothing Fails (Peter Rauhofer's Classic House Mix) – 08:24
3. Nothing Fails (Tracy Young's Underground Mix) – 07:29
4. Nothing Fails (Nevins Big Room Rock Mix) – 06:44

8-ścieżkowy CD-Maxi Singel
1. Nothing Fails (Peter Rauhofer's Classic House Mix) – 08:24
2. Nothing Fails (Nevins Big Room Rock Mix) – 06:44
3. Nothing Fails (Tracy Young's Underground Mix) – 07:29
4. Nothing Fails (Nevins Global Dub) – 07:45
5. Nothing Fails (Jackie's In Love In The Club Mix) – 07:28
6. Nobody Knows Me (Peter Rauhofer's Private Life Part 1) – 08:07
7. Nobody Knows Me (Above & Beyond 12" Mix) – 08:45
8. Nobody Knows Me (Mount Sims Italo Kiss Mix) – 05:26

## Listy sprzedaży
| Kraj       | Najwyższa pozycja | Sprzedaż |
| ---------- | ----------------- | -------- |
| Austria    | 51                | -        |
| Europa     | 42                | -        |
| Francja    | 34                | 35 000   |
| Hiszpania  | 1 (2 tygodnie)    | -        |
| Irlandia   | 10                | -        |
| Kanada     | 7                 | 5 000    |
| Niemcy     | 36                | -        |
| Szwajcaria | 41                | -        |
| Włochy     | 7                 | -        |